# 대한민국 민법 제1068조
대한민국 민법 제1067조는 녹음에 의한 유언에 대한 민법 상속법 조문이다.

## 조문
제1067조(녹음에 의한 유언) 녹음에 의한 유언은 유언자가 유언의 취지, 그 성명과 연월일을 구술하고 이에 참여한 증인이 유언의 정확함과 그 성명을 구술하여야 한다.

## 해설
- 스마트폰은 민법 제1067조에 규정된 유언 방식 중 녹음에 의한 유언으로 볼 수 있어 이 규정의 요건을 갖춰야 유효하며 유언자의 이름이나 날짜가 녹음돼 있지 않거나, 증인이 없는 경우 등 하나의 요건이 없어도 무효이다.[1]
- 유언자가 혼자 스마트폰으로 유언을 찍어 이를 동영상으로 남긴 경우에 비디오 녹화가 효력을 가지려면 민법 제 1067조의 요건을 갖추어야 하며 반면 친구가 유언을 대신 써준 경우라도 비밀증서에 의한 유언으로 인정되면 효력을 갖춘다.[2]

- 박모 씨는 사망 전 녹음테이프 4개 분량의 전 재산을 어린이보호단체에 기증한다는 유언을 남기고 자살했으나‘녹음한 유언의 경우 증인이 있어야 한다’는 민법 제1067조 규정을 지키지 않아 어린이보호단체가 아닌 외동딸에게 상속됐다[3]

## 참고 문헌
- 오현수, 일본민법, 진원사, 2014. ISBN 978-89-6346-345-2
- 오세경, 대법전, 법전출판사, 2014 ISBN 978-89-262-1027-7
- 이준현, LOGOS 민법 조문판례집, 미래가치, 2015. ISBN 979-1-155-02086-9